# Utsunomiya Blitzen/Saison 2016
Dieser Artikel listet Erfolge und Fahrer des Radsportteams Utsunomiya Blitzen in der Saison 2016 auf.

## Erfolge in der UCI Asia Tour 2016
| Datum           | Rennen                         | Kat. | Sieger          |
| --------------- | ------------------------------ | ---- | --------------- |
| 16. Juni        | Prolog Tour de Kumano (EZF)    | 2.2  | Takayuki Abe    |
| 19. Juni        | 3. Etappe Tour de Kumano       | 2.2  | Jin Okubo       |
| 1. September    | 2. Etappe Tour de Hokkaidō     | 2.2  | Nariyuki Masuda |
| 1.–3. September | Gesamtwertung Tour de Hokkaidō | 2.2  | Nariyuki Masuda |

## Erfolge in der UCI Asia Tour 2017
| Datum        | Rennen          | Kat. | Sieger          |
| ------------ | --------------- | ---- | --------------- |
| 13. November | Tour de Okinawa | 1.2  | Nariyuki Masuda |

## Abgänge – Zugänge
| Zugänge                      | Team 2015                 | Abgänge         | Team 2016 |
| ---------------------------- | ------------------------- | --------------- | --------- |
| Takeaki Amezawa (ab 1. Juni) | Nasu Blasen               | Kazuki Aoyanagi | Unbekannt |
| Msamichi Sogabe              |                           | Takuya Yamagata | Unbekannt |
| Rei Onodera                  | Nasu Blasen               | Yamato Shirota  | Unbekannt |
| Shun Ogata                   |                           |                 |           |
| Tomohiro Iwasaki             |                           |                 |           |
| Tomoyuki Iino                | Utsunomiya Blitzen (2013) |                 |           |

## Mannschaft
| Name             | Geburtstag        | Nationalität |
| ---------------- | ----------------- | ------------ |
| Takayuki Abe     | 12. Juni 1986     | Japan        |
| Takeaki Amezawa  | 4. Februar 1995   | Japan        |
| Takaaki Hori     | 1. Juli 1992      | Japan        |
| Tomoyuki Iino    | 5. Oktober 1989   | Japan        |
| Tomohiro Iwasaki | 13. April 1993    | Japan        |
| Nariyuki Masuda  | 23. Oktober 1983  | Japan        |
| Shun Ogata       | 29. März 1992     | Japan        |
| Jin Ōkubo        | 8. Oktober 1988   | Japan        |
| Rei Onodera      | 3. September 1995 | Japan        |
| Msamichi Sogabe  | 14. Dezember 1989 | Japan        |
| Shinri Suzuki    | 25. Dezember 1974 | Japan        |
| Yuzuru Suzuki    | 6. November 1985  | Japan        |